# Acasta foraminifera
Acasta foraminifera is een zeepokkensoort uit de familie van de Archaeobalanidae.